# عصيرة الشمالية
عَصيرَة الشماليَّة بلدة فلسطينية تتبع محافظة نابلس شمال الضفة الغربية. بلغ عدد سكانها حسب الجهاز المركزي للإحصاء الفلسطيني حوالي 8,813 نسمة حسب التعداد العام للسكان الذي أجري عام 2017. وهي من البلدات المحتلة عام النكسة.

## التسمية
تشتهر بلدة عصيرة الشمالية بالزراعة وبالزيتون خاصة، ويقال: أن منه جاء اسم عصيرة، أي من عصر الزيتون لكن المصادر الأقدم تدل على أن اسم عصيرة جاء من عصر العنب الذي اشتهرت به البلدة لتحضير النبيذ أيام الرومان. وينتشر على أرضها الواسعة عشرات الآلاف من أشجار الزيتون واللوزيات والأشجار الحرجية، ويقال أيضا: أن أصل الاسم جاء من طبيعتها الجبلية وطريقها الوعرة التي يعسر المشي فيها فالطريق من نابلس إلى عصيرة وعرة جدا، ويعسر على الإنسان المشي فيها ومن هنا جاء الاسم عصيرة حسب إحدى الروايات.[بحاجة لمصدر]

## التاريخ الحديث والمعاصر
عُثر على بقايا فخار من العصور الحديدي الأول والثاني، الروماني والبيزنطي، والإسلامي المبكر، وعصور القرون الوسطى. إلى الجنوب الشرقي من مركز البلدة، عُثر على موقع يحتوي على كمية من فخار العصر الحديدي الأول.

### العهد العثماني
تبعت عصيرة الشمالية إلى الإمبراطورية العثمانية في عام 1517 مع كل فلسطين، وكانت تتبع سنجق نابلس ضمن ولاية شرق بيروت. في عام 1596 ظهر لأول مرة اسم القرية في سجلات الضرائب العثمانية، حيث دفعوا معدل ثابت للضريبة بنسبة 33.3٪ على المنتجات الزراعية المختلفة، مثل القمح، والشعير، والمحاصيل الصيفية، والزيتون، والماعز، وخلايا النحل. عام 1870، وصف عالم الآثار الفرنسي فيكتور جويرين أثناء زيارته القرية أنها «قرية كبيرة، سكانها مثابرين، ومنازلها مبنية بشكل أفضل من المناطق المحيطة بهم، وفيها حدائق مزروعة بالتين وأشجار الزيتون والخضروات». عام 1882، أجرى صندوق استكشاف فلسطين الغربية مسحاً للبلدة ووصفها بأنها «قرية كبيرة على أرض ربوة دائرية، بجانبها بساتين الزيتون».

### الانتداب البريطاني
في عام 1917، سقطت عصيرة الشمالية بيد الجيش البريطاني، ودخلت القرية مع باقي فلسطين مظلة الانتداب البريطاني على فلسطين عام 1920.
أجرت سلطات الانتداب البريطاني تعدادا عاما للسكان عام 1922، وقد بلغ عدد السكان حوالي 1,179 نسمة (1,178 من المسلمين، 1 من المسيحيين الأرثذوكس). ثم تزايد العدد حتى وصل إلى 1,544 نسمة في تعداد عام 1931 وجميعهم من المسلمين. أما في تعداد عام 1945، فبلغ عدد سكان عصيرة الشمالية حوالي 2,060 نسمة جميعهم من المسلمين.

#### قرار تقسيم فلسطين

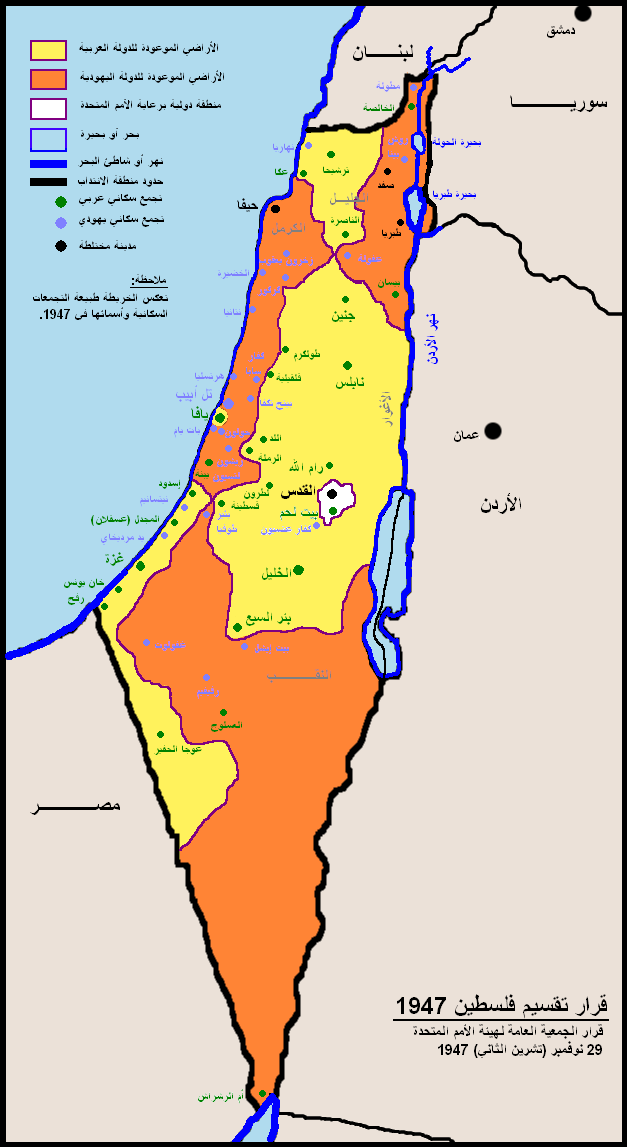
خارطة تقسيم فلسطين عام 1947، تظهر عصيرة الشمالية ضمن المنطقة المحددة للعرب.

قامت هيئة الأمم المتحدة عام 1947 بمحاولة لإيجاد حل الصراع العربي اليهودي القائم على فلسطين، وقامت هيئة الأمم بتشكيل لجنة "UNSCOP" المتألّفة من دول متعدّدة باستثناء الدّول دائمة العضوية لضمان الحياد في عملية إيجاد حلّ للنزاع.
قامت اللجنة بطرح مشروعين لحل النزاع، تمثّل المشروع الأول بإقامة دولتين مستقلّتين، وتُدار مدينة القدس من قِبل إدارة دولية. وتمثّل المشروع الثاني في تأسيس فيدرالية تضم كلا من الدولتين اليهودية والعربية. ومال معظم أفراد اللجنة تجاه المشروع الأول والرامي لتأسيس دولتين مستقلّتين بإطار اقتصدي موحد. وقامت هيئة الأمم بقبول مشروع اللجنة الدّاعي للتقسيم مع إجراء بعض التعديلات على الحدود المشتركة بين الدولتين، العربية واليهودية، على أن يسري قرار التقسيم في نفس اليوم الذي تنسحب فيه قوات الانتداب البريطاني من فلسطين. وكانت عصيرة الشمالية في ذلك الوقت قرية ضمن قضاء نابلس، التي تم الحاقها بالدولة العربية المُقترحة.

### الحكم الأردني
في أوائل خمسينيات القرن العشرين أتبعت عصيرة الشمالية للحكم الأردني بين حربي 1948 و1967، وكان عدد سكانها آنذاك حوالي 3,232 نسمة عام 1961، وكانت تتبع إدارياً إلى قضاء نابلس.

### النكسة
سقطت عصيرة الشمالية في يد الاحتلال بعد حرب النكسة.

### السلطة الفلسطينية
بعد تأسيس السلطة الفلسطينية، قسمت أراضي القرية إلى ثلاث أقسام: الأول شكل حوالي 62% من أرض القرية، وعرف باسم المنطقة «أ»، بينما القسم الثاني والذي شكل حوالي نسبة 24% عرف باسم المنطقة «ب»، أما الأخير فشكل حوالي نسبة 14% من أرض القرية، عرف باسم المنطقة «ج».

## الجغرافيا
تقع بلدة عصيرة الشمالية في الجزء الشمالي من الضفة الغربية، إلى الشمال من مدينة نابلس بمسافة لا تزيد عن 6 كم.

### المساحة
تبلغ المساحة الإجمالية لبلدة عصيرة الشمالية حوالي 29,442 دونماً.

### الحدود
يحيط بها من الشرق قرى طلوزة، والباذان وعزموط، ومن الشمال قريتي ياصيد وبيت إمرين، ومن الغرب قرى زواتا، وإجنسينيا، ونصف جبيل، أما من الجنوب فيحدها مدينة نابلس.

## السكان
دخلت فلسطين وفود كبيرة عبر العصور من تجار وغيرهم؛ وذلك لموقعها الهام كنقطة وصل بين القارات، ومركز للحضارات والأديان. يبلغ عدد سكان عصيرة الشمالية حاليا حوالي 8,813 نسمة جميعهم من المسلمين، وذلك حسب التعداد العام للسكان 2017 الذي أجراه الجهاز المركزي للإحصاء الفلسطيني.
| السنة      | (1922) | (1931) | (1945) | (1961) | (تعداد 1997) | (تعداد 2007) | (تقدير 2012) | (تعداد2017) |
| ---------- | ------ | ------ | ------ | ------ | ------------ | ------------ | ------------ | ----------- |
| عدد السكان | 1,179  | 1,544  | 2,060  | 3,232  | 5,794        | 7,475        | 8,387        | 8,813       |

### أعلام عصيرة الشمالية
محمد مرعي 
- أنسام صوالحة
- ورود صوالحة
- محمود أبو هنود
- صلاح أبو هنود
- عز الدين الشريف

## مؤسسات عصيرة الشمالية

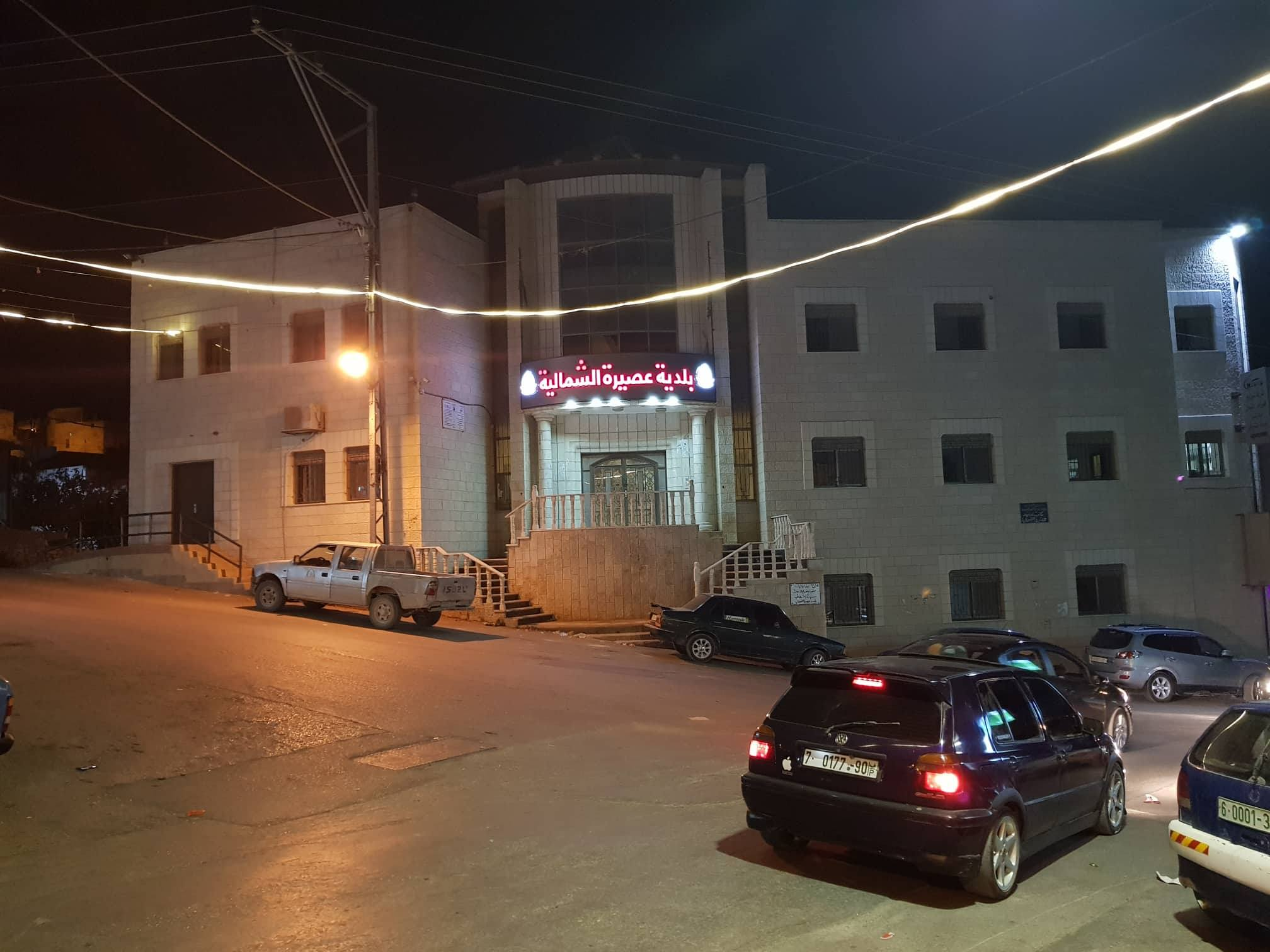
مبنى بلدية عصيرة الشمالية 9 - 2018

يدير البلدة مجلس بلدي يأتي أعضائه بالانتخاب كل أربع سنوات. وفيها ست مدارس حكومية، وعيادة صحية حكومية وأخرى خاصة، وعدة صيدليات ومساجد، وجمعيات نسائية وخيرية، وناد رياضي، ومؤسسة التأهيل المجتمعي، إضافة لمقرات للدفاع المدني الفلسطيني، والهلال الأحمر الفلسطيني، والشرطة الفلسطينية.

## السياحة والآثار
تحتوي عصيرة الشمالية على العديد من المواقع الأثرية التي تعكس تنوعا حضاريا يعود لحقب زمنية مختلفة، فهي تدل على قدم البلدة وعرقتها.

### المقامات الدينية
يوجد في البلدة ست مساجد أقدمها المسجد الشرقي، ويعد مسجد أبو خليل أكبرهم، وهناك أيضاً المسجد الغربي، ومسجد عمر بن الخطاب، ومسجد عبادة بن الصامت، ومسجد الفرقان.

### البلدة القديمة
تمتاز البلدة القديمة في البلدة، بالطابع العمراني التقليدي من عناصر معمارية كالأقواس، والعقود، والاحواش الداخلية، والطرق المتعرجة، والحارات. حافظت البلدة القديمة على طابعها بشكل عام باستثناء بعض الإضافات الجديدة التي ألحقت بالمباني القديمة، وعملت على تشويه المنظر العام. وهي تقسم إلى حارتين شرقية وغربية، وفيها متحف ومكتبة. بدأت أعمال ترميم البلدة القديمة عام 2016.

## الاقتصاد

### الزراعة
تعد الزراعة القطاع الاقتصادي الرئيسي في البلدة، تنتج البلدة محاصيل الزيتون، والتين، واللوز، والعدس، والقمح وبعض الخضراوات. لكن التوسع العمراني للبلدة والتوسع في البنية التحتية وفتح الشوارع قلص المساحات المزروعة من الأراضي الزراعية. تراجعت في السنوات الأخيرة أعداد الثروة الحيوانية بسبب ارتفاع أسعار الأعلاف وقلة المساحات الحيوية.

### التجارة والصناعة
فنظراً لموقعها؛ ازدهرت فيها الحياة التجارية، ففيها مصانع للحجر والصابون، ومحال تجارية على امتداد الطريق، ومصانع بلاستيك، ولكثرة جبالها بالزيتون، تجد فيها العديد من معاصر الزيتون الحديثة.

## معرض صور

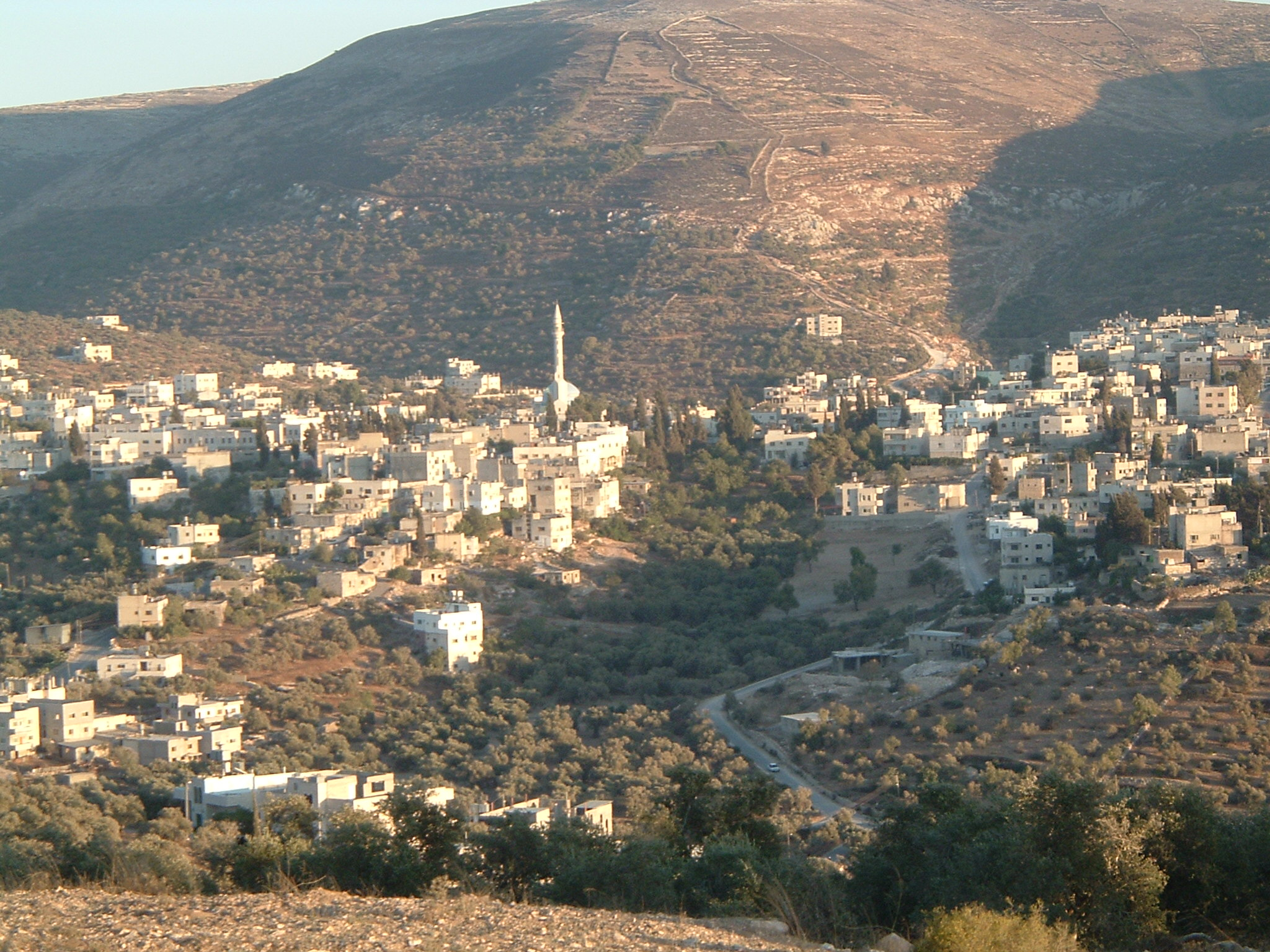
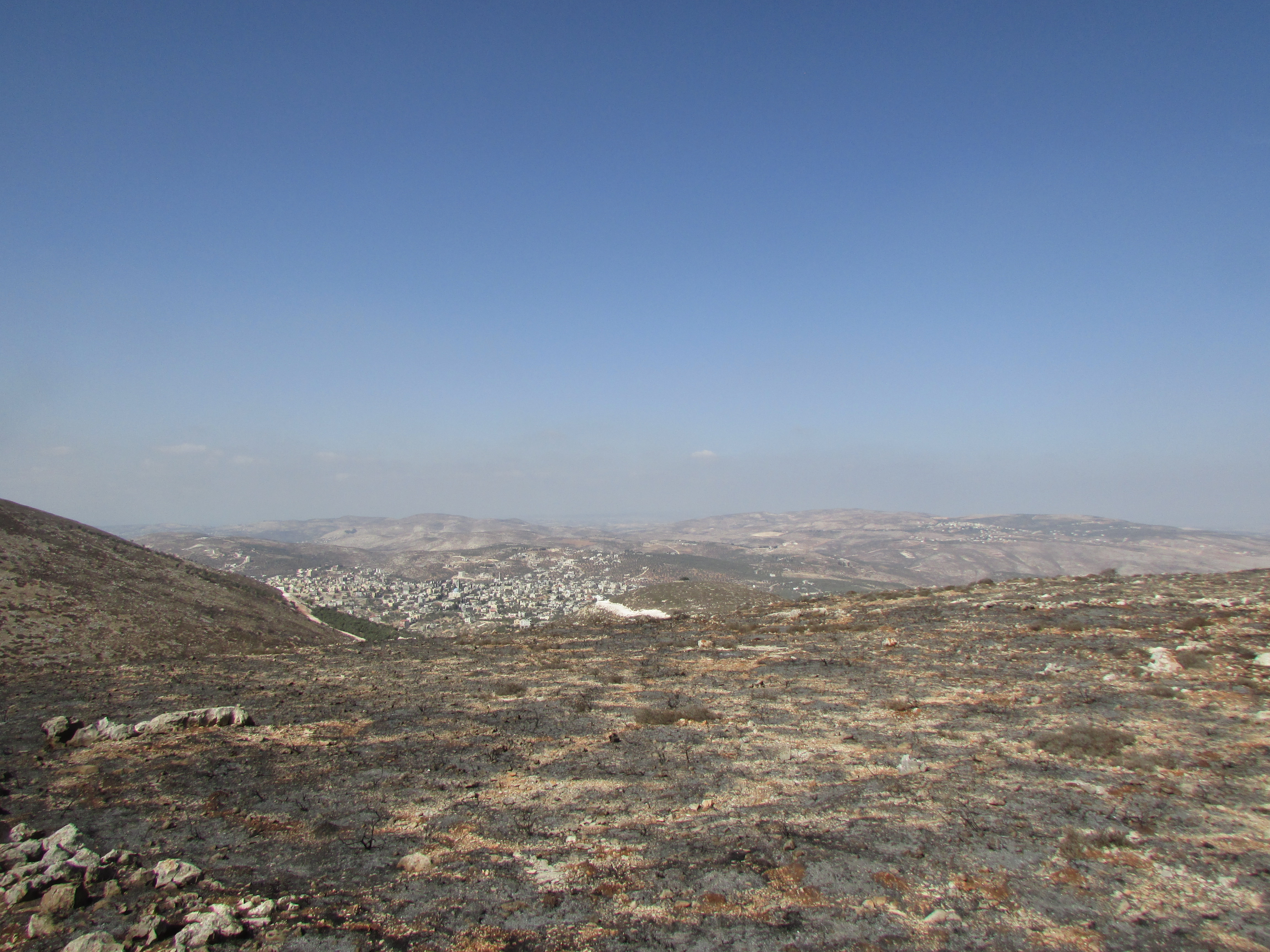
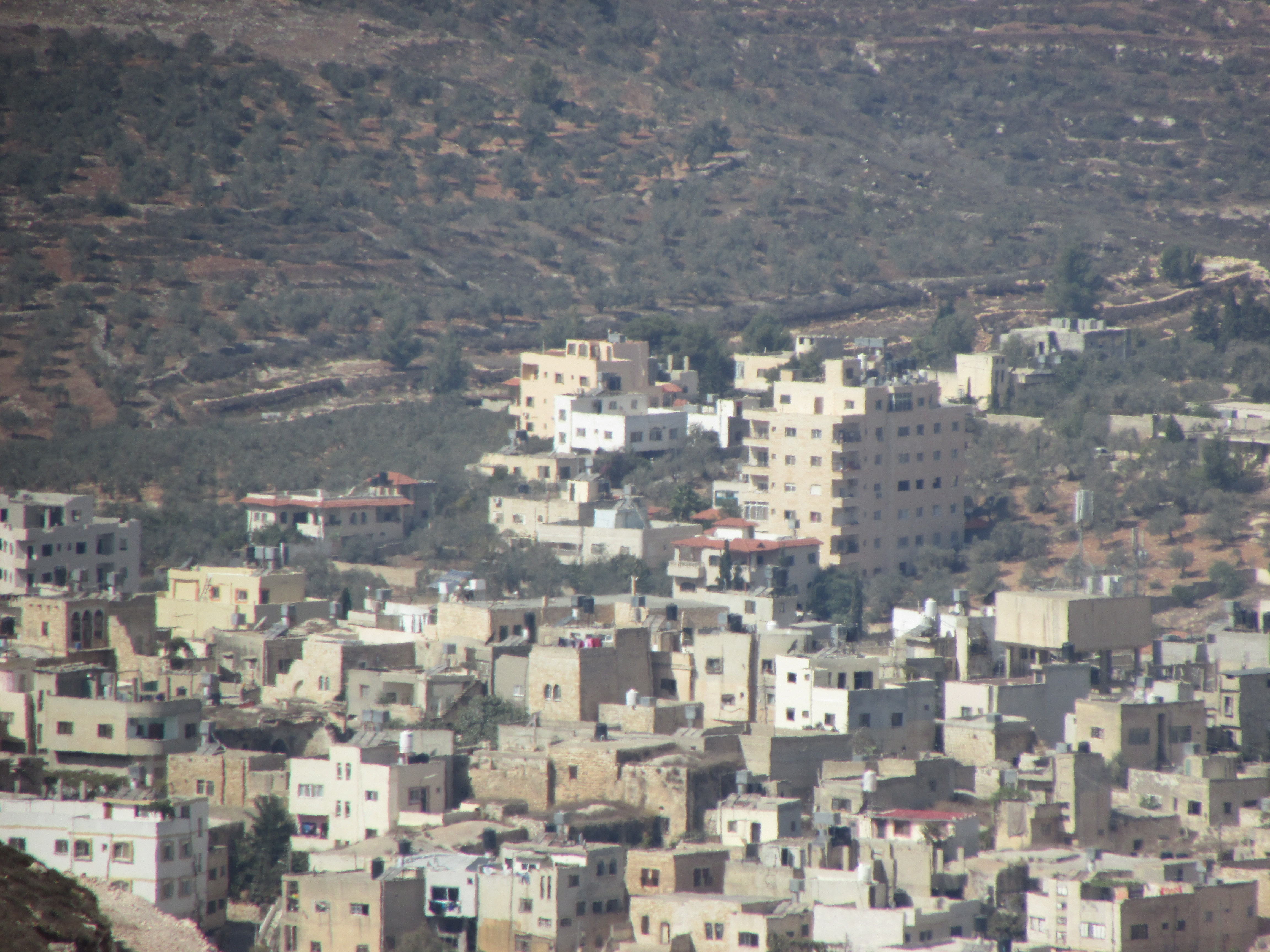
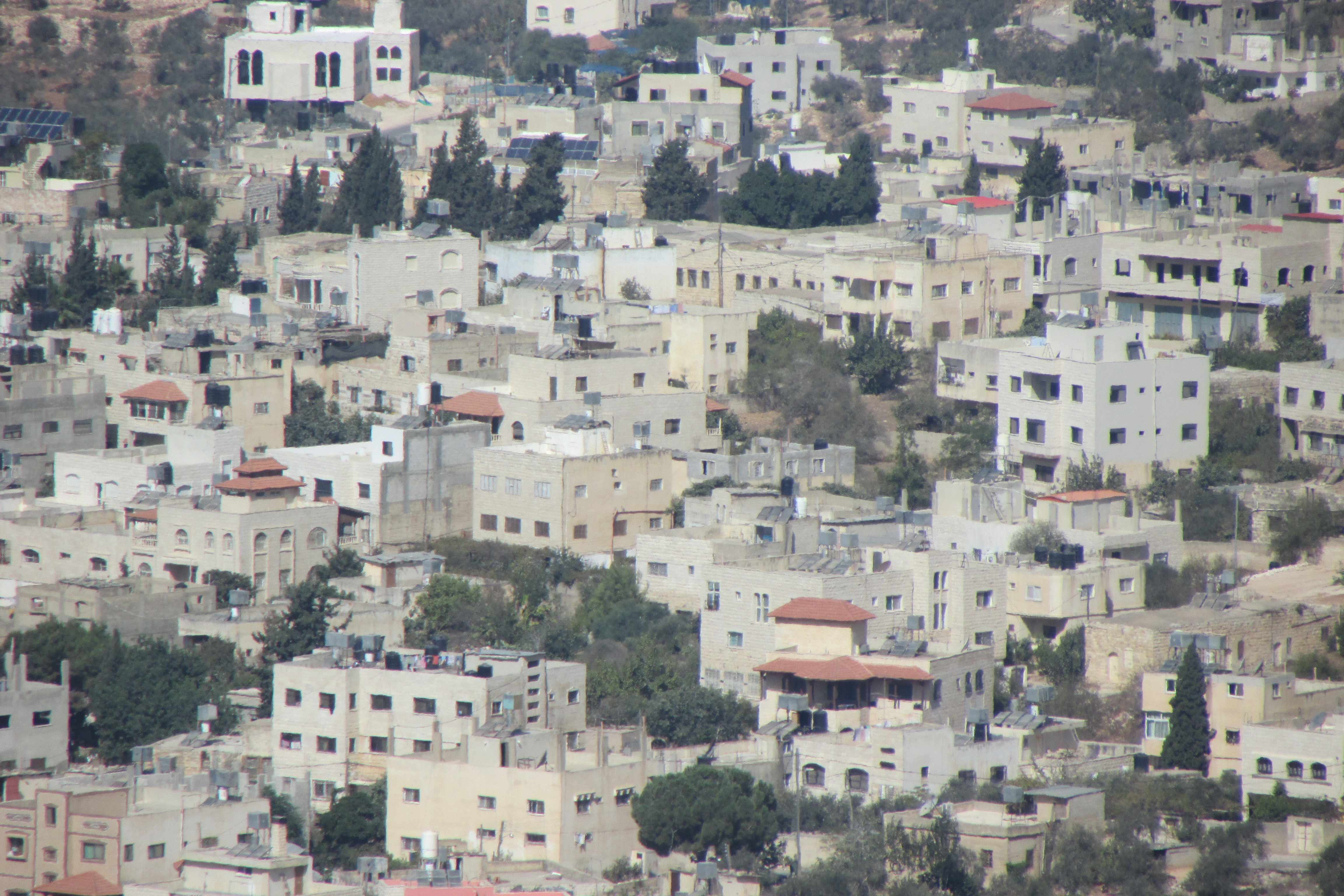
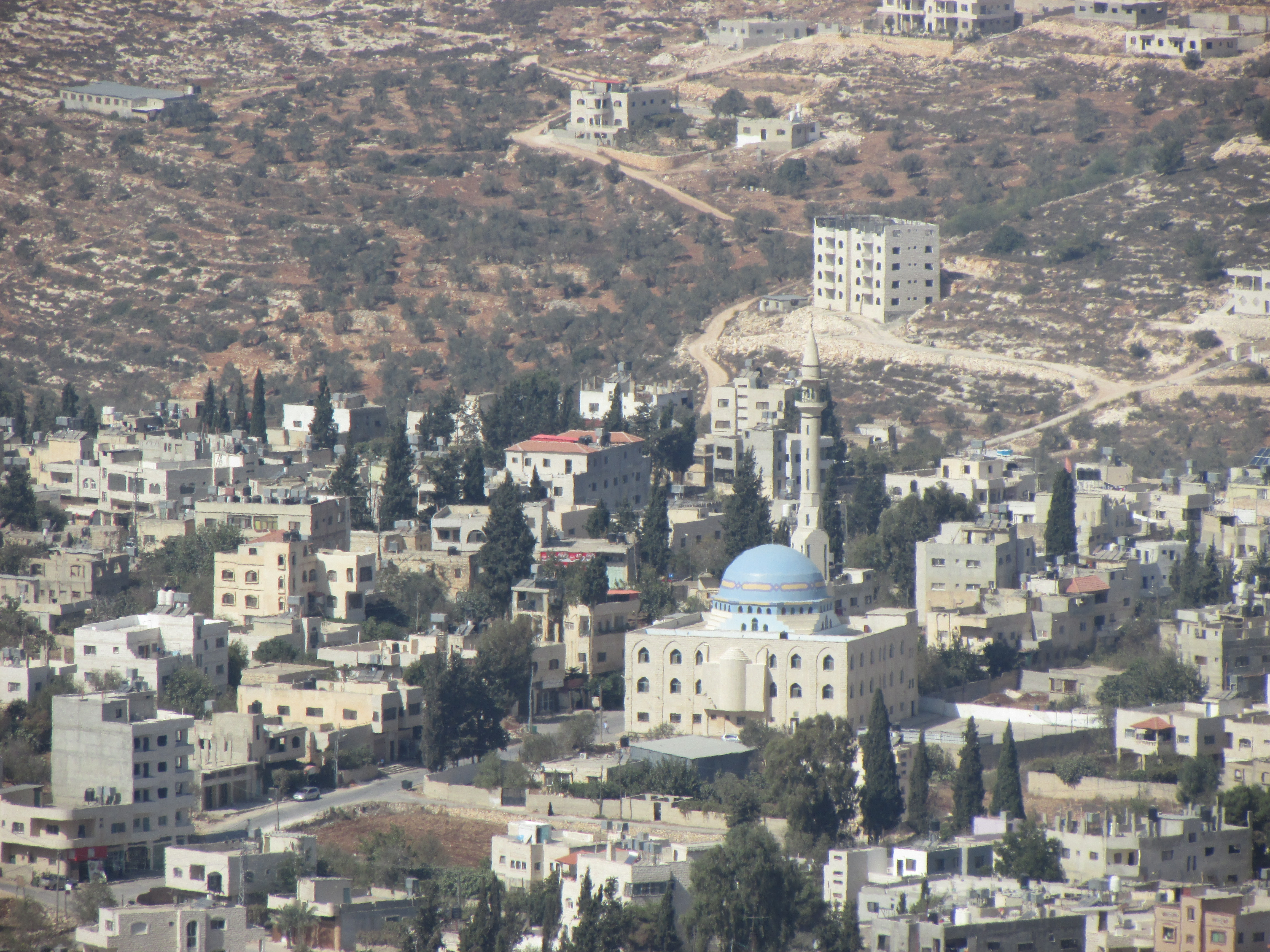

...

## وصلات خارجية
- ملف بلدة عصيرة الشمالية - معهد الأبحاث التطبيقية (أريج).
- صفحة بلدة عصيرة الشمالية في موقع «فلسطين في الذاكرة».
- صورة جوية للبلدة.